# David Galván Bermúdez

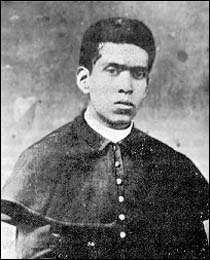
Bermúdez (vor 1915)

David Galván Bermúdez (* 29. Januar 1881, Guadalajara, Mexiko; † 30. Januar 1915, ebenda) war ein mexikanischer römisch-katholischer Priester, der am 21. Mai 2000 heiliggesprochen wurde.

## Leben
David Galván wurde in Guadalajara als Sohn von José Trinidad Galván und Mariana Bermúdez geboren. Seine Mutter starb als ihr Sohn drei Jahre alt war. Später heiratete sein Vater erneut, und David wuchs mit seinen Schwestern und seiner Stiefmutter, Victoriana Medina, auf. Im Jugendalter half er seinem Vater in der Schuhmacherwerkstatt.
Mit vierzehn Jahren trat er zur Vorbereitung auf die Hochschulreife in das Priesterseminar San José ein, verließ es aber 1900, um wieder als Schuhmacher zu arbeiten. 1902 bat er um Wiederaufnahme. Jedoch unterzog ihn der Präfekt Miguel de la Mora aufgrund seiner mangelnden Treue ein Jahr lang strengen Prüfungen. Dabei wurde klar, dass sich der Charakter Bermúdez gewandelt hatte; seinen Prüfer zeigte er Hingabe an das innere Gebet und Bewährung im Ertragen von Widerwärtigkeiten.
Am 20. Mai 1909 empfing Bermúdez im Alter von 28 Jahren die Priesterweihe. Kurz darauf wurde er zum Vorgesetzten des Seminars ernannt. Sein priesterlicher Dienst zeichnete sich durch eine ausgeprägte Armenfürsorge aus. Im Priesterseminar unterrichtete er Latein, Naturrecht und Soziologie. Von Dezember 1910 bis 1912 leitete er die von ihm gegründete Seminarzeitschrift Voz de aliento (Stimme für den Mut). Zwischen 1909 und 1914 wirkte er zusätzlich als Kaplan des Spitals San José und des Waisenhauses von La Luz in Guadalajara. Seine Arbeit im Seminar fand jähe Unterbrechung, als der Erzbischof von Guadalajara, Francisco Orozco y Jiménez, das Seminar aufgrund der Festnahme von 120 Klerikern auflösten musste.
1914, während Bermúdez Vikar von Amatitán war, half er einer jungen Frau, die von Leutnant Enrique Vera verfolgt und zur Eheschließung genötigt wurde, obwohl dieser bereits verheiratet war. Dadurch zog sich Bermúdez die Feindschaft des Leutnants zu, auf dessen Befehl er kurzzeitig verhaftet wurde.
Als es am 30. Jänner 1915 zwischen zwei Fraktionen der Mexikanischen Revolution in Guadalajara zu gewalttätigen Auseinandersetzungen kam, versorgten die Priester Bermúdez und José María Araiza die Sterbenden und Verwundeten beider Parteien. Bei der Überquerung des botanischen Gartens von Guadalajara wurden sie von Enrique Vera erkannt und aufgehalten. Vera, sein ehemaliger Schulkollege, befahl ihre sofortige Festnahme und ließ sie ohne vorausgehendes Gericht zum Tode verurteilten. Durch eine Begnadigung konnte Araiza der Hinrichtung entgehen. Galván wurde jedoch vor ein Exekutionskommando geführt, das ihn an der Coronel-Calderón-Straße neben den Friedhof Belén am 30. Januar 1915 hinrichtete. Seine Beisetzung erfolgte am 31. Januar 1915 in Guadalajara.

## Verehrung
Im Juni 1922 übertrug man seine sterblichen Überreste an den Ort des Verbrechens, wo gerade eine Kirche gebaut wurde. Gegenwärtig ruhen die Überreste von David Galván Bermúdez im linken Querschiff der Pfarrkirche Nuestra Señora del Rosario, die sich heute im Stadtviertel Retiro befindet. Bermúdez wurde am 22. November 1992 zusammen mit weiteren 24 Märtyrern der Revolution in Mexiko von Papst Johannes Paul II. seliggesprochen. Die Heiligsprechung erfolgte am 21. Mai 2000 in Rom.
Sein liturgischer Gedenktag ist der 30. Januar. In Mexiko wird seiner am 25. Mai gedacht.